# Peter Ligeglad paa Eventyr
|  | Denne artikel er oprettet af botten PalnaBot ud fra en ekstern database. Den kan derfor have sproglige fejl eller mangler. Denne skabelon kan fjernes efter kontrol af indholdet. |

Peter Ligeglad paa Eventyr er en film instrueret af Carl Alstrup.